# Первопесьяное
Первопесьяное — деревня в Бердюжском районе Тюменской области России. Входит в состав Окуневского сельского поселения.

## География
Деревня находится на берегах двух озёр — Долгое и Большое. Расстояние до Тюмени — 320 км.
Часовой пояс
Первопесьяное, как и вся Тюменская область, находится в часовой зоне МСК+2. Смещение применяемого времени относительно UTC составляет +5:00.

## Население
| 1989 | 2002 | 2010 |
| ---- | ---- | ---- |
| 19   | ↘0   | →0   |